# Séries éliminatoires de la Coupe Stanley 1978
Année précédente Année suivante
Les séries éliminatoires de la Coupe Stanley 1978 font suite à la saison 1977-1978 de la Ligue nationale de hockey. Les Canadiens de Montréal remportent la Coupe Stanley en battant en finale les Bruins de Boston sur le score de 4 matchs à 2.

## Tableau récapitulatif
|  | Barrages | Barrages               | Barrages | Barrages               |   |                        | Quarts de finale | Quarts de finale | Quarts de finale | Quarts de finale |  |  | Demi-finales | Demi-finales | Demi-finales | Demi-finales |  |  | Finale | Finale | Finale | Finale |
|  |          |                        |          |                        |   |                        |                  |                  |                  |                  |  |  |              |              |              |              |  |  |        |        |        |        |
|  |          |                        |          |                        |   |                        |                  |                  |                  |                  |  |  |              |              |              |              |  |  |        |        |        |        |
|  |          |                        |          |                        |   |                        |                  |                  |                  |                  |  |  |              |              |              |              |  |  |        |        |        |        |
|  |          |                        |          |                        |   |                        |                  |                  |                  |                  |  |  |              |              |              |              |  |  |        |        |        |        |
|  |          |                        |          |                        |   |                        |                  |                  |                  |                  |  |  |              |              |              |              |  |  |        |        |        |        |
|  | 1        | Canadiens de Montréal  | 4        | 4                      |   |                        |                  |                  |                  |                  |  |  |              |              |              |              |  |  |        |        |        |        |
|  | 1        | Canadiens de Montréal  | 4        | 4                      |   |                        |                  |                  |                  |                  |  |  |              |              |              |              |  |  |        |        |        |        |
|  |          |                        | 9        | Red Wings de Détroit   | 1 | 1                      |                  |                  |                  |                  |  |  |              |              |              |              |  |  |        |        |        |        |
|  | 4        | Flyers de Philadelphie | 9        | Red Wings de Détroit   | 1 | 1                      | 2                | 2                |                  |                  |  |  |              |              |              |              |  |  |        |        |        |        |
|  | 4        | Flyers de Philadelphie |          |                        |   |                        |                  | 2                |                  |                  |  |  |              |              |              |              |  |  |        |        |        |        |
|  | 12       | Rockies du Colorado    | 0        | 0                      |   |                        |                  |                  |                  |                  |  |  |              |              |              |              |  |  |        |        |        |        |
|  | 12       | Rockies du Colorado    | 0        | 0                      | 1 | Canadiens de Montréal  | 4                | 4                |                  |                  |  |  |              |              |              |              |  |  |        |        |        |        |
|  |          |                        |          |                        | 1 | Canadiens de Montréal  | 4                | 4                |                  |                  |  |  |              |              |              |              |  |  |        |        |        |        |
|  |          |                        | 6        | Maple Leafs de Toronto | 0 | 0                      |                  |                  |                  |                  |  |  |              |              |              |              |  |  |        |        |        |        |
|  |          |                        |          |                        | 0 | 0                      |                  |                  |                  |                  |  |  |              |              |              |              |  |  |        |        |        |        |
|  |          |                        |          |                        |   |                        |                  |                  |                  |                  |  |  |              |              |              |              |  |  |        |        |        |        |
|  |          |                        |          |                        |   |                        |                  |                  |                  |                  |  |  |              |              |              |              |  |  |        |        |        |        |
|  | 2        | Bruins de Boston       | 4        | 4                      |   |                        |                  |                  |                  |                  |  |  |              |              |              |              |  |  |        |        |        |        |
|  | 2        | Bruins de Boston       | 4        | 4                      |   |                        |                  |                  |                  |                  |  |  |              |              |              |              |  |  |        |        |        |        |
|  |          |                        | 8        | Black Hawks de Chicago | 0 | 0                      |                  |                  |                  |                  |  |  |              |              |              |              |  |  |        |        |        |        |
|  | 5        | Sabres de Buffalo      | 8        | Black Hawks de Chicago | 0 | 0                      | 2                | 2                |                  |                  |  |  |              |              |              |              |  |  |        |        |        |        |
|  | 5        | Sabres de Buffalo      |          |                        |   |                        |                  | 2                |                  |                  |  |  |              |              |              |              |  |  |        |        |        |        |
|  | 11       | Rangers de New York    | 1        | 1                      |   |                        |                  |                  |                  |                  |  |  |              |              |              |              |  |  |        |        |        |        |
|  | 11       | Rangers de New York    | 1        | 1                      | 1 | Canadiens de Montréal  | 4                | 4                |                  |                  |  |  |              |              |              |              |  |  |        |        |        |        |
|  |          |                        |          |                        | 1 | Canadiens de Montréal  | 4                | 4                |                  |                  |  |  |              |              |              |              |  |  |        |        |        |        |
|  |          |                        | 2        | Bruins de Boston       | 2 | 2                      |                  |                  |                  |                  |  |  |              |              |              |              |  |  |        |        |        |        |
|  | 6        | Maple Leafs de Toronto | 2        | Bruins de Boston       | 2 | 2                      | 2                | 2                |                  |                  |  |  |              |              |              |              |  |  |        |        |        |        |
|  | 6        | Maple Leafs de Toronto |          |                        |   |                        |                  | 2                |                  |                  |  |  |              |              |              |              |  |  |        |        |        |        |
|  | 10       | Kings de Los Angeles   | 0        | 0                      |   |                        |                  |                  |                  |                  |  |  |              |              |              |              |  |  |        |        |        |        |
|  | 10       | Kings de Los Angeles   | 0        | 0                      | 3 | Islanders de New York  | 3                | 3                |                  |                  |  |  |              |              |              |              |  |  |        |        |        |        |
|  |          |                        |          |                        | 3 | Islanders de New York  | 3                | 3                |                  |                  |  |  |              |              |              |              |  |  |        |        |        |        |
|  |          |                        | 6        | Maple Leafs de Toronto | 4 | 4                      |                  |                  |                  |                  |  |  |              |              |              |              |  |  |        |        |        |        |
|  |          |                        |          |                        | 4 | 4                      |                  |                  |                  |                  |  |  |              |              |              |              |  |  |        |        |        |        |
|  |          |                        |          |                        |   |                        |                  |                  |                  |                  |  |  |              |              |              |              |  |  |        |        |        |        |
|  |          |                        |          |                        |   |                        |                  |                  |                  |                  |  |  |              |              |              |              |  |  |        |        |        |        |
|  | 2        | Bruins de Boston       | 4        | 4                      |   |                        |                  |                  |                  |                  |  |  |              |              |              |              |  |  |        |        |        |        |
|  | 2        | Bruins de Boston       | 4        | 4                      |   |                        |                  |                  |                  |                  |  |  |              |              |              |              |  |  |        |        |        |        |
|  |          |                        | 4        | Flyers de Philadelphie | 1 | 1                      |                  |                  |                  |                  |  |  |              |              |              |              |  |  |        |        |        |        |
|  | 7        | Flames d'Atlanta       | 4        | Flyers de Philadelphie | 1 | 1                      | 0                | 0                |                  |                  |  |  |              |              |              |              |  |  |        |        |        |        |
|  | 7        | Flames d'Atlanta       |          |                        |   |                        |                  | 0                |                  |                  |  |  |              |              |              |              |  |  |        |        |        |        |
|  | 9        | Red Wings de Détroit   | 2        | 2                      |   |                        |                  |                  |                  |                  |  |  |              |              |              |              |  |  |        |        |        |        |
|  | 9        | Red Wings de Détroit   | 2        | 2                      | 4 | Flyers de Philadelphie | 4                | 4                |                  |                  |  |  |              |              |              |              |  |  |        |        |        |        |
|  |          |                        |          |                        | 4 | Flyers de Philadelphie | 4                | 4                |                  |                  |  |  |              |              |              |              |  |  |        |        |        |        |
|  |          |                        | 5        | Sabres de Buffalo      | 1 | 1                      |                  |                  |                  |                  |  |  |              |              |              |              |  |  |        |        |        |        |
|  |          |                        |          |                        | 1 | 1                      |                  |                  |                  |                  |  |  |              |              |              |              |  |  |        |        |        |        |
|  |          |                        |          |                        |   |                        |                  |                  |                  |                  |  |  |              |              |              |              |  |  |        |        |        |        |
|  |          |                        |          |                        |   |                        |                  |                  |                  |                  |  |  |              |              |              |              |  |  |        |        |        |        |
|  |          |                        |          |                        |   |                        |                  |                  |                  |                  |  |  |              |              |              |              |  |  |        |        |        |        |
|  |          |                        |          |                        |   |                        |                  |                  |                  |                  |  |  |              |              |              |              |  |  |        |        |        |        |

## Détails des séries

### Tour préliminaire

#### Atlanta contre Détroit
| 11 avril | Flames d'Atlanta | 3-5 (0-4, 1-0, 2-1) | Red Wings de Détroit | The Omni 15 155 spectateurs |

| Feuille de match | Feuille de match | Feuille de match                | Feuille de match | Feuille de match |
| ---------------- | --- | ------------------------------- | --- | ---------------- |
|                  | - Chouinard (Ribble, Vail) — 25 min 26 s Vail (MacMillan, Fox) — 40 min 9 s Redmond (MacMillan, Mulhern) — 48 min 7 s - | 0-1 0-2 0-3 0-4 1-4 2-4 3-4 3-5 | McCourt (Libett, Nedomanský) — 4 min 52 s (SN) Thompson (Nedomanský) — 7 min 5 s (SN) Nedomanský — 7 min 32 s (SN) Hextall — 15 min 18 s - St. Laurent (Harper) — 59 min 59 s (CV) |                  |
| Bouchard         | Gardiens | Low                             | |                  |
|                  | |                                 | |                  |
| 29               | Tirs | 22                              | |                  |

| 13 avril | Red Wings de Détroit | 3-2 (0-0, 1-1, 2-1) | Flames d'Atlanta | Olympia Stadium 16 671 spectateurs |

| Feuille de match | Feuille de match                                                                                                 | Feuille de match    | Feuille de match                                           | Feuille de match |
| ---------------- | --- | ------------------- | ---------------------------------------------------------- | ---------------- |
|                  | - Nedomanský (Woods) — 32 min 9 s Lochead (McCourt, Woods) — 48 min 56 s - Lochead (Woods, Larson) — 58 min 24 s | 0-1 1-1 2-1 2-2 3-2 | Lysiak (Phillipoff) — 26 min 29 s - Lalonde — 54 min 8 s - |                  |
| Rutherford       | Gardiens | Bouchard            |                                                            |                  |
|                  | |                     |                                                            |                  |
| 25               | Tirs | 27                  |                                                            |                  |

#### Toronto contre Los Angeles
| 11 avril | Maple Leafs de Toronto | 7-3 (2-0, 2-0, 3-3) | Kings de Los Angeles | Maple Leaf Gardens 16 485 spectateurs |

| Feuille de match | Feuille de match | Feuille de match                        | Feuille de match | Feuille de match |
| ---------------- | --- | --------------------------------------- | --- | ---------------- |
|                  | Weir (Turnbull, Boutette) — 6 min 35 s (SN) Butler (Jones, Turnbull) — 15 min 53 s Williams (Jones, Salming) — 32 min 48 s Salming (McDonald) — 33 min 24 s Ferguson (Ellis, Pelyk) — 42 min 18 s Ferguson (Butler) — 44 min 48 s - Ferguson (Turnbull) — 49 min 31 s - - | 1-0 2-0 3-0 4-0 5-0 6-0 6-1 7-1 7-2 7-3 | - Stemkowski (Grant, Edestrand) — 49 min 11 s - Edestrand (Apps, Grant) — 57 min 52 s Goldup (Murdoch) — 59 min 13 s |                  |
| Palmateer        | Gardiens | Vachon                                  | |                  |
|                  | |                                         | |                  |
| 32               | Tirs | 26                                      | |                  |

| 13 avril | Kings de Los Angeles | 0-4 (0-3, 0-0, 0-1) | Maple Leafs de Toronto | The Forum 12 889 spectateurs |

| Feuille de match | Feuille de match | Feuille de match | Feuille de match                                                                | Feuille de match |
| ---------------- | ---------------- | ---------------- | ------------------------------------------------------------------------------- | ---------------- |
|                  | - -              | 0-1 0-2 0-3 0-4  | Ellis (Sittler) McDonald (Sittler) Jones (Boutette, Salming) Sittler (Turnbull) |                  |
| Vachon           | Gardiens         | Palmateer        |                                                                                 |                  |
|                  |                  |                  |                                                                                 |                  |
| 21               | Tirs             | 19               |                                                                                 |                  |

#### Philadelphie contre Colorado
| 11 avril | Flyers de Philadelphie | 3-2 (pr) (1-1, 1-0, 0-1, 1-0) | Rockies du Colorado | The Spectrum 17 077 spectateurs |

| Feuille de match | Feuille de match | Feuille de match    | Feuille de match                                                                         | Feuille de match |
| ---------------- | --- | ------------------- | ---------------------------------------------------------------------------------------- | ---------------- |
|                  | MacLeish (Clarke) — 11 min 57 s (SN) - Clarke (Leach, Watson) — 39 min 31 s - Bridgman (Watson, Kindrachuk) — 60 min 23 s | 1-0 1-1 2-1 2-2 3-2 | - Dupéré (Beck, Van Boxmeer) — 17 min 45 s (SN) - Hudson (Spruce, Ahern) — 41 min 48 s - |                  |
| Parent           | Gardiens | Favell              |                                                                                          |                  |
|                  | |                     |                                                                                          |                  |
| 43               | Tirs | 18                  |                                                                                          |                  |

| 13 avril | Rockies du Colorado | 1-3 (1-1, 0-0, 0-2) | Flyers de Philadelphie | McNichols Sports Arena 1 639 spectateurs |

| Feuille de match | Feuille de match                           | Feuille de match | Feuille de match | Feuille de match |
| ---------------- | ------------------------------------------ | ---------------- | --- | ---------------- |
|                  | - Owchar (Spruce, Hudson) — 6 min 59 s - - | 0-1 1-1 1-2 1-3  | Leach (MacLeish, Lapointe) — 2 min 41 s - Saleski (Bridgman, Kindrachuk) — 41 min 13 s Kelly (Bridgman) — 50 min 36 s |                  |
| Favell           | Gardiens                                   | Parent           | |                  |
|                  |                                            |                  | |                  |
| 17               | Tirs                                       | 45               | |                  |

#### Buffalo contre Rangers de New York
| 11 avril | Sabres de Buffalo | 4-1 (1-0, 1-0, 2-1) | Rangers de New York | The Aud 16 433 spectateurs |

| Feuille de match | Feuille de match | Feuille de match    | Feuille de match                        | Feuille de match |
| ---------------- | --- | ------------------- | --------------------------------------- | ---------------- |
|                  | Perreault (Martin, Stewart) — 16 min 41 s Martin (Perreault, Stewart) — 32 min 28 s - Guevremont (Luce, Murdoch) — 48 min 33 s McAdam (Gare, Guevremont) — 57 min 50 s | 1-0 2-0 2-1 3-1 4-1 | - Vickers (Da. Smith) — 42 min 35 s - - |                  |
| Edwards          | Gardiens | Thomas              |                                         |                  |
|                  | |                     |                                         |                  |
| 27               | Tirs | 25                  |                                         |                  |

| 13 avril | Rangers de New York | 4-3 (pr) (2-2, 1-1, 0-1, 0-0) | Sabres de Buffalo | Madison Square Garden 17 500 spectateurs |

| Feuille de match | Feuille de match | Feuille de match            | Feuille de match                                                                            | Feuille de match |
| ---------------- | --- | --------------------------- | ------------------------------------------------------------------------------------------- | ---------------- |
|                  | - Vickers (Tkaczuk, Murdoch) — 14 min 36 s - Hickey (Duguay, Dillon) — 19 min 59 s Duguay (Vadnais, Murdoch) — 35 min 7 s (SN) - Murdoch (Tkaczuk, Vickers) — 61 min 37 s | 0-1 1-1 1-2 2-2 3-2 3-3 4-3 | Robert — 3 min 6 s - De. Smith (Korab) — 16 min 29 s - Gare (De. Smith) — 38 min 4 s (SN) - |                  |
|                  | |                             |                                                                                             |                  |
|                  | |                             |                                                                                             |                  |
| 32               | Tirs | 29                          |                                                                                             |                  |

| 15 avril | Sabres de Buffalo | 4-1 (0-0, 3-1, 1-0) | Rangers de New York | The Aud 16 433 spectateurs |

| Feuille de match | Feuille de match | Feuille de match    | Feuille de match                                  | Feuille de match |
| ---------------- | --- | ------------------- | ------------------------------------------------- | ---------------- |
|                  | Perreault (Ramsay) — 28 min 4 s Ramsay (Korab, Gare) — 34 min 23 s (SN) Gare (De. Smith, Korab) — 35 min 56 s - Robert (Martin, Korab) — 50 min 33 s | 1-0 2-0 3-0 3-1 4-1 | - Hickey (Esposito, Vadnais) — 39 min 18 s (SN) - |                  |
| Edwards          | Gardiens | Thomas              |                                                   |                  |
|                  | |                     |                                                   |                  |
| 42               | Tirs | 17                  |                                                   |                  |

### Quarts de finale

#### Montréal contre Détroit
| 17 avril | Canadiens de Montréal | 6-2 (0-0, 4-2, 2-0) | Red Wings de Détroit | Forum de Montréal 15 095 spectateurs |

| Feuille de match | Feuille de match | Feuille de match                | Feuille de match                                                                           | Feuille de match |
| ---------------- | --- | ------------------------------- | ------------------------------------------------------------------------------------------ | ---------------- |
|                  | Jarvis (Gainey, Lapointe) — 25 min 53 s Houle (Mondou, Robinson) — 26 min 46 s - Cournoyer (Houle, Robinson) — 34 min 39 s Shutt (Lafleur, Lemaire) — 37 min 31 s - Cournoyer (Houle, Mondou) — 43 min 25 s Mondou (Cournoyer, Houle) — 47 min 25 s | 1-0 2-0 2-1 3-1 4-1 4-2 5-2 6-2 | - Lochead (McCourt, Woods) — 27 min 45 s - McCourt (Bergman, Nedomanský) — 38 min 56 s - - |                  |
| Dryden           | Gardiens | Low                             |                                                                                            |                  |
|                  | |                                 |                                                                                            |                  |
| 36               | Tirs | 24                              |                                                                                            |                  |

| 19 avril | Canadiens de Montréal | 2-4 (0-0, 2-2, 0-2) | Red Wings de Détroit | Forum de Montréal 15 019 spectateurs |

| Feuille de match | Feuille de match                                                                     | Feuille de match        | Feuille de match | Feuille de match |
| ---------------- | ------------------------------------------------------------------------------------ | ----------------------- | --- | ---------------- |
|                  | Robinson (Lapointe, Lafleur) — 23 min 37 s (SN) Cournoyer (Jarvis) — 35 min 19 s - - | 1-0 2-0 2-1 2-2 2-3 2-4 | - McCourt (Lochead, Woods) — 38 min 6 s McCourt (Larson, St. Laurent) — 39 min 22 s (SN) Thompson — 40 min 22 s Libett (Rutherford) — 59 min 22 s |                  |
| Dryden           | Gardiens                                                                             | Rutherford              | |                  |
|                  |                                                                                      |                         | |                  |
| 28               | Tirs                                                                                 | 36                      | |                  |

| 21 avril | Red Wings de Détroit | 2-4 (1-1, 1-0, 0-3) | Canadiens de Montréal | Olympia Stadium 16 672 spectateurs |

| Feuille de match | Feuille de match                                                                       | Feuille de match        | Feuille de match | Feuille de match |
| ---------------- | -------------------------------------------------------------------------------------- | ----------------------- | --- | ---------------- |
|                  | Libett (Nedomanský, Hextall) — 7 min 54 s (SN) - Libett (Nedomanský) — 33 min 48 s - - | 1-0 1-1 2-1 2-2 2-3 2-4 | - Shutt (Robinson, Lambert) — 8 min 36 s (SN) - Lemaire (Robinson, Shutt) — 40 min 30 s Larouche (Shutt) — 43 min 46 s Cournoyer (Lambert, Savard) — 52 min 38 s |                  |
| Low              | Gardiens                                                                               | Dryden                  | |                  |
|                  |                                                                                        |                         | |                  |
| 19               | Tirs                                                                                   | 32                      | |                  |

| 23 avril | Red Wings de Détroit | 0-8 (0-3, 0-4, 0-1) | Canadiens de Montréal | Olympia Stadium 16 673 spectateurs |

| Feuille de match | Feuille de match | Feuille de match                | Feuille de match | Feuille de match |
| ---------------- | ---------------- | ------------------------------- | --- | ---------------- |
|                  | - -              | 0-1 0-2 0-3 0-4 0-5 0-6 0-7 0-8 | Risebrough (Jarvis) — 13 min (IN) Gainey (Lemaire) — 13 min 24 s Lafleur (Robinson) — 15 min 51 s (SN) Lemaire (Savard, Robinson) — 21 min 24 s Mondou (Savard, Lafleur) — 25 min 46 s (SN) Shutt (Lemaire, Lafleur) — 27 min 54 s Lafleur (Mondou, Houle) — 31 min 30 s Shutt (Larouche, Lafleur) — 54 min 37 s |                  |
| Rutherford       | Gardiens         | Dryden                          | |                  |
|                  |                  |                                 | |                  |
| 19               | Tirs             | 32                              | |                  |

| 25 avril | Canadiens de Montréal | 4-2 (2-1, 0-1, 2-0) | Red Wings de Détroit | Forum de Montréal 16 079 spectateurs |

| Feuille de match | Feuille de match | Feuille de match        | Feuille de match                                                           | Feuille de match |
| ---------------- | --- | ----------------------- | -------------------------------------------------------------------------- | ---------------- |
|                  | Houle (Gainey) — 20 s - Lapointe (Shutt, Robinson) — 11 min 9 s (SN) - Jarvis (Lafleur, Robinson) — 41 min 37 s (SN) Jarvis (Nyrop, Gainey) — 57 min 36 s | 1-0 1-1 2-1 2-2 3-2 4-2 | - Nedomanský — 9 min 40 s - Polonich (Thompson, Cameron) — 26 min 40 s - - |                  |
| Dryden           | Gardiens | Low                     |                                                                            |                  |
|                  | |                         |                                                                            |                  |
| 44               | Tirs | 23                      |                                                                            |                  |

#### Islanders de New York contre Toronto
| 17 avril | Islanders de New York | 4-1 (3-0, 1-1, 0-0) | Maple Leafs de Toronto | Nassau Veterans Memorial Coliseum 15 137 spectateurs |

| Feuille de match | Feuille de match | Feuille de match    | Feuille de match                                   | Feuille de match |
| ---------------- | --- | ------------------- | -------------------------------------------------- | ---------------- |
|                  | Kaszycki (Bossy, Bourne) — 7 min 58 s Nystrom (Potvin) — 14 min 9 s Bossy (Bourne, Kaszycki) — 18 min 39 s - Merrick (Lewis, Howatt) — 34 min 6 s | 1-0 2-0 3-0 3-1 4-1 | - Sittler (McDonald, Maloney) — 32 min 48 s (SN) - |                  |
| Resch            | Gardiens | Palmateer           |                                                    |                  |
|                  | |                     |                                                    |                  |
| 27               | Tirs | 30                  |                                                    |                  |

| 19 avril | Islanders de New York | 3-2 (pr) (1-1, 0-0, 1-1, 1-0) | Maple Leafs de Toronto | Nassau Veterans Memorial Coliseum 15 137 spectateurs |

| Feuille de match | Feuille de match | Feuille de match    | Feuille de match                                                                              | Feuille de match |
| ---------------- | --- | ------------------- | --------------------------------------------------------------------------------------------- | ---------------- |
|                  | - Gillies (Persson, Trottier) — 16 min 28 s (SN) Bourne (Kaszycki, Marshall) — 43 min 24 s - Bossy (Trottier, Potvin) — 62 min 50 s | 0-1 1-1 2-1 2-2 3-2 | Turnbull (Sittler, Maloney) — 13 min 3 s (SN) - Ferguson (Turnbull, Johansen) — 49 min 41 s - |                  |
| Resch            | Gardiens | Palmateer           |                                                                                               |                  |
|                  | |                     |                                                                                               |                  |
| 37               | Tirs | 30                  |                                                                                               |                  |

| 21 avril | Maple Leafs de Toronto | 2-0 (0-0, 1-0, 1-0) | Islanders de New York | Maple Leaf Gardens 16 485 spectateurs |

| Feuille de match | Feuille de match                                             | Feuille de match | Feuille de match | Feuille de match |
| ---------------- | ------------------------------------------------------------ | ---------------- | ---------------- | ---------------- |
|                  | Ellis (Jones, Williams) — 34 min 37 s Turnbull — 45 min 37 s | 1-0 2-0          | - -              |                  |
| Palmateer        | Gardiens                                                     | Resch            |                  |                  |
|                  |                                                              |                  |                  |                  |
| 23               | Tirs                                                         | 19               |                  |                  |

| 23 avril | Maple Leafs de Toronto | 3-1 (0-0, 2-1, 1-0) | Islanders de New York | Maple Leaf Gardens 16 485 spectateurs |

| Feuille de match | Feuille de match | Feuille de match | Feuille de match                                 | Feuille de match |
| ---------------- | --- | ---------------- | ------------------------------------------------ | ---------------- |
|                  | Salming (Ferguson, Valiquette) — 23 min 53 s Weir (Valiquette, Ellis) — 24 min 9 s - Boutette (Weir, Johansen) — 44 min 49 s | 1-0 2-0 2-1 3-1  | - Nystrom (Bourne, Persson) — 30 min 54 s (SN) - |                  |
| Palmateer        | Gardiens | Resch            |                                                  |                  |
|                  | |                  |                                                  |                  |
| 28               | Tirs | 32               |                                                  |                  |

| 25 avril | Islanders de New York | 2-1 (pr) (0-0, 1-1, 0-1, 0-0) | Maple Leafs de Toronto | Nassau Veterans Memorial Coliseum 165 317 spectateurs |

| Feuille de match | Feuille de match                                                | Feuille de match | Feuille de match                               | Feuille de match |
| ---------------- | --------------------------------------------------------------- | ---------------- | ---------------------------------------------- | ---------------- |
|                  | - Potvin (Nystrom, Trottier) — 33 min 39 s Nystrom — 68 min 2 s | 0-1 1-1 2-1      | Turnbull (Sittler, Williams) — 21 min 10 s - - |                  |
| Resch            | Gardiens                                                        | Palmateer        |                                                |                  |
|                  |                                                                 |                  |                                                |                  |
| 40               | Tirs                                                            | 30               |                                                |                  |

| 27 avril | Maple Leafs de Toronto | 5-2 (4-0, 1-0, 0-2) | Islanders de New York | Maple Leaf Gardens 16 485 spectateurs |

| Feuille de match | Feuille de match | Feuille de match                       | Feuille de match                                                                        | Feuille de match |
| ---------------- | --- | -------------------------------------- | --------------------------------------------------------------------------------------- | ---------------- |
|                  | Sittler (Turnbull) — 2 min 49 s Valiquette (McDonald, Sittler) — 3 min 40 s (SN) McDonald (Valiquette) — 11 min 3 s (SN) Weir (Turnbull) — 12 min 53 s Boutette — 24 min 36 s - - | 1-0 2-0 3-0 4-0 5-0 5-1 5-2            | - Gillies (Price, Marshall) — 44 min 51 s Bourne (Kaszycki, Nystrom) — 57 min 53 s (SN) |                  |
| Palmateer        | Gardiens | Resch (12 min 53 s) Smith (47 min 7 s) |                                                                                         |                  |
|                  | |                                        |                                                                                         |                  |
| 24               | Tirs | 37                                     |                                                                                         |                  |

| 29 avril | Islanders de New York | 1-2 (pr) (1-0, 0-1, 0-0, 0-1) | Maple Leafs de Toronto | Nassau Veterans Memorial Coliseum 15 317 spectateurs |

| Feuille de match | Feuille de match        | Feuille de match | Feuille de match                                                             | Feuille de match |
| ---------------- | ----------------------- | ---------------- | ---------------------------------------------------------------------------- | ---------------- |
|                  | Potvin — 5 min 18 s - - | 1-0 1-1 1-2      | - Turnbull (Jones, Boutette) — 23 min 42 s McDonald (Turnbull) — 64 min 13 s |                  |
| Resch            | Gardiens                | Palmateer        |                                                                              |                  |
|                  |                         |                  |                                                                              |                  |
| 23               | Tirs                    | 27               |                                                                              |                  |

#### Boston contre Chicago
| 17 avril | Bruins de Boston | 6-1 (2-1, 2-0, 2-0) | Black Hawks de Chicago | Boston Garden 13 193 spectateurs |

| Feuille de match | Feuille de match | Feuille de match            | Feuille de match                | Feuille de match |
| ---------------- | --- | --------------------------- | ------------------------------- | ---------------- |
|                  | Park (O'Reilly, O'Reilly) Cashman (Schmautz, Park) - McNab (Wensink, O'Reilly) McNab (Milbury, O'Reilly) Schmautz (Cashman) O'Reilly (Sheppard, Miller) | 1-0 2-0 2-1 3-1 4-1 5-1 6-1 | - Mulvey (Boldirev, Bulley) - - |                  |
| Grahame          | Gardiens | Esposito                    |                                 |                  |
|                  | |                             |                                 |                  |
| 41               | Tirs | 25                          |                                 |                  |

| 19 avril | Bruins de Boston | 4-3 (pr) (1-2, 1-1, 1-1, 0-0) | Black Hawks de Chicago | Boston Garden 13 744 spectateurs |

| Feuille de match | Feuille de match | Feuille de match            | Feuille de match                                                                                    | Feuille de match |
| ---------------- | --- | --------------------------- | --------------------------------------------------------------------------------------------------- | ---------------- |
|                  | - Marcotte (Cashman, Milbury) — 12 min 3 s - Cashman (Sheppard, Park) — 36 min 49 s (SN) - Middleton (Park, McNab) — 45 min 17 s O'Reilly (Smith, Middleton) — 61 min 50 s | 0-1 1-1 1-2 2-2 2-3 3-3 4-3 | Hicks — 5 min 41 s (SN) - Mikita (Mulvey, Tallon) — 18 min 48 s - Murray (Daigle) — 39 min 13 s - - |                  |
| Grahame          | Gardiens | Esposito                    | |                  |
|                  | |                             | |                  |
| 24               | Tirs | 12                          | |                  |

| 21 avril | Black Hawks de Chicago | 3-4 (pr) (0-2, 1-0, 2-0, 1-1) | Bruins de Boston | Chicago Stadium 13 187 spectateurs |

| Feuille de match | Feuille de match | Feuille de match            | Feuille de match | Feuille de match |
| ---------------- | --- | --------------------------- | --- | ---------------- |
|                  | - Mikita (Bordeleau, Murray) — 35 min 43 s (SN) - Mulvey (Murray) — 53 min 4 s Koroll (Boldirev, Murray) — 59 min 33 s - | 0-1 0-2 1-2 1-3 2-3 3-3 3-4 | Wensink (O'Reilly, McNab) — 13 min 1 s Wensink (Schmautz) — 15 min 49 s - O'Reilly (Smith, O'Brien) — 41 min 14 s - McNab (Smith, Marcotte) — 70 min 17 s |                  |
| Esposito         | Gardiens | Cheevers                    | |                  |
|                  | |                             | |                  |
| 29               | Tirs | 30                          | |                  |

| 23 avril | Black Hawks de Chicago | 2-5 (0-4, 1-1, 1-0) | Bruins de Boston | Chicago Stadium 13 288 spectateurs |

| Feuille de match | Feuille de match                                                                    | Feuille de match            | Feuille de match | Feuille de match |
| ---------------- | ----------------------------------------------------------------------------------- | --------------------------- | --- | ---------------- |
|                  | - Mikita (Murray, Marks) — 29 min 59 s (SN) - Bulley (Mulvey, Tallon) — 57 min 55 s | 0-1 0-2 0-3 0-4 1-4 1-5 2-5 | McNab (Wensink, O'Reilly) — 51 s O'Reilly (Schmautz, Park) — 6 min 14 s (SN) McNab — 8 min 15 s Park (Jonathan, Schmautz) — 11 min 40 s - Park (O'Reilly) — 39 min 39 s - |                  |
| Esposito         | Gardiens                                                                            | Cheevers                    | |                  |
|                  |                                                                                     |                             | |                  |
| 14               | Tirs                                                                                | 22                          | |                  |

#### Philadelphie contre Buffalo
| 17 avril | Flyers de Philadelphie | 4-1 (1-1, 2-0, 1-0) | Sabres de Buffalo | The Spectrum 17 077 spectateurs |

| Feuille de match | Feuille de match | Feuille de match    | Feuille de match                        | Feuille de match |
| ---------------- | --- | ------------------- | --------------------------------------- | ---------------- |
|                  | MacLeish (Kindrachuk, McCarthy) — 6 min 19 s (SN) - Kelly (Kindrachuk, Lapointe) — 21 min 6 s MacLeish (Watson, Kelly) — 26 min 13 s Barber (Clarke, Dailey) — 41 min 26 s | 1-0 1-1 2-1 3-1 4-1 | - Martin (Gare, Korab) — 6 min 34 s - - |                  |
| Parent           | Gardiens | Edwards             |                                         |                  |
|                  | |                     |                                         |                  |
| 28               | Tirs | 25                  |                                         |                  |

| 19 avril | Flyers de Philadelphie | 3-2 (1-1, 2-1, 0-0) | Sabres de Buffalo | The Spectrum 17 077 spectateurs |

| Feuille de match | Feuille de match                                                                                                 | Feuille de match    | Feuille de match                                                                             | Feuille de match |
| ---------------- | --- | ------------------- | -------------------------------------------------------------------------------------------- | ---------------- |
|                  | Barber (Dailey, MacLeish) — 7 min 16 s (SN) - Dupont (MacLeish, Lonsberry) — 24 min 9 s MacLeish — 30 min 31 s - | 1-0 1-1 2-1 3-1 3-2 | - Martin (Perreault, Gare) — 14 min 58 s (SN) - Gare (Schoenfeld, Martin) — 34 min 20 s (SN) |                  |
| Parent           | Gardiens | Edwards             |                                                                                              |                  |
|                  | |                     |                                                                                              |                  |
| 34               | Tirs | 22                  |                                                                                              |                  |

| 22 avril | Sabres de Buffalo | 4-1 (0-1, 1-0, 3-0) | Flyers de Philadelphie | The Aud 16 433 spectateurs |

| Feuille de match | Feuille de match | Feuille de match    | Feuille de match                                | Feuille de match |
| ---------------- | --- | ------------------- | ----------------------------------------------- | ---------------- |
|                  | - McAdam (Smith) — 29 min 18 s Perreault (Guevremont, Martin) — 40 min 43 s Smith (McAdam, Seiling) — 43 min 7 s Gare (Luce, Ramsay) — 52 min 25 s | 0-1 1-1 2-1 3-1 4-1 | MacLeish (Clarke, Dailey) — 8 min 36 s (SN) - - |                  |
| Edwards          | Gardiens | Parent              |                                                 |                  |
|                  | |                     |                                                 |                  |
| 33               | Tirs | 21                  |                                                 |                  |

| 23 avril | Sabres de Buffalo | 2-4 (1-3, 0-0, 1-1) | Flyers de Philadelphie | The Aud 16 433 spectateurs |

| Feuille de match | Feuille de match                                                              | Feuille de match        | Feuille de match | Feuille de match |
| ---------------- | ----------------------------------------------------------------------------- | ----------------------- | --- | ---------------- |
|                  | - Ramsay (Fogolin, Gare) — 15 min 13 s - Ramsay (Fogolin, Gare) — 56 min 57 s | 0-1 0-2 0-3 1-3 1-4 2-4 | Kelly — 5 min 58 s Lonsberry (Bridgman, Holmgren) — 8 min 2 s (SN) MacLeish — 14 min 31 s - Barber (Clarke, Kelly) — 54 min 59 s - |                  |
| Edwards          | Gardiens                                                                      | Parent                  | |                  |
|                  |                                                                               |                         | |                  |
| 33               | Tirs                                                                          | 27                      | |                  |

| 25 avril | Flyers de Philadelphie | 4-2 (1-0, 2-1, 1-1) | Sabres de Buffalo | The Spectrum 17 077 spectateurs |

| Feuille de match | Feuille de match | Feuille de match        | Feuille de match                                           | Feuille de match |
| ---------------- | --- | ----------------------- | ---------------------------------------------------------- | ---------------- |
|                  | Clarke (Dailey, Barber) — 13 min 43 s (SN) - Holmgren (MacLeish) — 31 min 7 s Lonsberry (MacLeish, Holmgren) — 34 min 34 s Saleski (Watson) — 46 min 59 s - | 1-0 1-1 2-1 3-1 4-1 4-2 | - Martin — 30 min 53 s - Smith (McAdam, Gare) — 53 min 4 s |                  |
| Parent           | Gardiens | Edwards                 |                                                            |                  |
|                  | |                         |                                                            |                  |
| 28               | Tirs | 27                      |                                                            |                  |

### Demi-finales

#### Montréal contre Toronto
| 2 mai | Canadiens de Montréal | 5-3 (3-1, 0-1, 2-1) | Maple Leafs de Toronto | Forum de Montréal 16 383 spectateurs |

| Feuille de match | Feuille de match | Feuille de match                | Feuille de match | Feuille de match |
| ---------------- | --- | ------------------------------- | --- | ---------------- |
|                  | Savard (Lafleur, Shutt) — 23 s - Cournoyer (Risebrough, Robinson) — 17 min 8 s Lemaire (Gainey, Robinson) — 19 min 13 s - Cournoyer (Shutt, Bouchard) — 43 min 14 s Lafleur (Shutt) — 48 min 54 s - | 1-0 1-1 2-1 3-1 3-2 4-2 5-2 5-3 | - Ellis (Sittler, Maloney) — 2 min 25 s - Turnbull (McDonald) — 28 min 27 s - Boutette (Jones, Turnbull) — 54 min 30 s |                  |
| Dryden           | Gardiens | Palmateer                       | |                  |
|                  | |                                 | |                  |
| 36               | Tirs | 15                              | |                  |

| 4 mai | Canadiens de Montréal | 3-2 (2-0, 1-2, 0-0) | Maple Leafs de Toronto | Forum de Montréal 17 049 spectateurs |

| Feuille de match | Feuille de match | Feuille de match    | Feuille de match                                                                              | Feuille de match |
| ---------------- | --- | ------------------- | --------------------------------------------------------------------------------------------- | ---------------- |
|                  | Robinson (Lapointe, Lafleur) — 4 min 1 s (SN) Lafleur (Mondou, Houle) — 6 min 46 s - Lafleur (Lapointe, Robinson) — 35 min 32 s (SN) | 1-0 2-0 2-1 2-2 3-2 | - Turnbull (Sittler, Johansen) — 25 min 47 s Maloney (Sittler, Turnbull) — 28 min 55 s (SN) - |                  |
| Dryden           | Gardiens | Palmateer           |                                                                                               |                  |
|                  | |                     |                                                                                               |                  |
| 28               | Tirs | 23                  |                                                                                               |                  |

| 6 mai | Maple Leafs de Toronto | 1-6 (0-3, 1-2, 0-1) | Canadiens de Montréal | Maple Leaf Gardens 16 485 spectateurs |

| Feuille de match | Feuille de match                       | Feuille de match            | Feuille de match | Feuille de match |
| ---------------- | -------------------------------------- | --------------------------- | --- | ---------------- |
|                  | - Ferguson (Carlyle) — 28 min 50 s - - | 0-1 0-2 0-3 1-3 1-4 1-5 1-6 | Shutt (Lafleur, Robinson) — 1 min 34 s (SN) Chartraw (Gainey, Robinson) — 13 min 9 s Lambert (Nyrop, Cournoyer) — 17 min - Lafleur (Shutt, Lemaire) — 31 min 2 s Lemaire (Gainey) — 32 min 28 s Lafleur (Lemaire, Shutt) — 45 min 8 s |                  |
| Palmateer        | Gardiens                               | Dryden                      | |                  |
|                  |                                        |                             | |                  |
| 24               | Tirs                                   | 39                          | |                  |

| 9 mai | Maple Leafs de Toronto | 0-2 (0-1, 0-1, 0-0) | Canadiens de Montréal | Maple Leaf Gardens 16 485 spectateurs |

| Feuille de match | Feuille de match | Feuille de match | Feuille de match                                                                 | Feuille de match |
| ---------------- | ---------------- | ---------------- | -------------------------------------------------------------------------------- | ---------------- |
|                  | - -              | 0-1 0-2          | Lemaire (Houle, Robinson) — 7 min 21 s Shutt (Houle, Lemaire) — 22 min 15 s (SN) |                  |
| Palmateer        | Gardiens         | Dryden           |                                                                                  |                  |
|                  |                  |                  |                                                                                  |                  |
| 23               | Tirs             | 29               |                                                                                  |                  |

#### Boston contre Philadelphie
| 2 mai | Bruins de Boston | 3-2 (pr) (1-1, 1-0, 0-1, 1-0) | Flyers de Philadelphie | Boston Garden 14 802 spectateurs |

| Feuille de match | Feuille de match | Feuille de match    | Feuille de match                                                                         | Feuille de match |
| ---------------- | --- | ------------------- | ---------------------------------------------------------------------------------------- | ---------------- |
|                  | Ratelle (Miller, Park) — 7 min 45 s - Marcotte (Ratelle, Schmautz) — 35 min 28 s - Middleton (Ratelle, Smith) — 61 min 43 s | 1-0 1-1 2-1 2-2 3-2 | - Leach (Clarke, MacLeish) — 15 min 24 s (SN) - Clarke (Watson, Schmautz) — 45 min 2 s - |                  |
| Cheevers         | Gardiens | Parent              |                                                                                          |                  |
|                  | |                     |                                                                                          |                  |
| 25               | Tirs | 23                  |                                                                                          |                  |

| 4 mai | Bruins de Boston | 7-5 (4-1, 1-3, 2-1) | Flyers de Philadelphie | Boston Garden 14 502 spectateurs |

| Feuille de match | Feuille de match | Feuille de match                                | Feuille de match | Feuille de match |
| ---------------- | --- | ----------------------------------------------- | --- | ---------------- |
|                  | Schmautz — 6 min 1 s (SN) Middleton — 6 min 55 s Cashman (Sheppard, Park) — 12 min 31 s (SN) - Ratelle (Middleton) — 19 min 51 s Schmautz (Sheppard, Marcotte) — 22 min 36 s - Middleton (Park, Milbury) — 54 min 24 s Sheppard (Park) — 56 min 39 s | 1-0 2-0 3-0 3-1 4-1 5-1 5-2 5-3 5-4 5-5 6-5 7-5 | - Kindrachuk (Dailey, Bridgman) — 17 min 48 s (SN) - Barber (MacLeish, Clarke) — 25 min 22 s MacLeish (Dupont, Holmgren) — 28 min 6 s Dailey (Kelly) — 39 min 20 s Clarke (Barber, Watson) — 41 min 41 s - - |                  |
| Cheevers         | Gardiens | Parent                                          | |                  |
|                  | |                                                 | |                  |
| 33               | Tirs | 25                                              | |                  |

| 7 mai | Flyers de Philadelphie | 3-1 (1-1, 1-0, 1-0) | Bruins de Boston | The Spectrum 17 077 spectateurs |

| Feuille de match | Feuille de match | Feuille de match | Feuille de match                                | Feuille de match |
| ---------------- | --- | ---------------- | ----------------------------------------------- | ---------------- |
|                  | Dupont (Bridgman, Kindrachuk) — 10 min 36 s - Kindrachuk (Bladon, Bridgman) — 31 min 56 s Barber (Clarke, Kelly) — 43 min 32 s | 1-0 1-1 2-1 3-1  | - Park (O'Reilly, McNab) — 13 min 42 s (SN) - - |                  |
| Parent           | Gardiens | Grahame          |                                                 |                  |
|                  | |                  |                                                 |                  |
| 24               | Tirs | 25               |                                                 |                  |

| 9 mai | Flyers de Philadelphie | 2-4 (0-2, 1-1, 1-1) | Bruins de Boston | The Spectrum 17 077 spectateurs |

| Feuille de match | Feuille de match                                                                               | Feuille de match        | Feuille de match | Feuille de match |
| ---------------- | ---------------------------------------------------------------------------------------------- | ----------------------- | --- | ---------------- |
|                  | - Watson (Holmgren, Bridgman) — 36 min 26 s Kindrachuk (Dailey, MacLeish) — 46 min 34 s (SN) - | 0-1 0-2 0-3 1-3 2-3 2-4 | Schmautz (Ratelle, Smith) — 6 min 20 s Marcotte (Milbury, Cashman) — 15 min 43 s Cashman (Park, Sheppard) — 33 min 57 s - Schmautz (Milbury, Sheppard) — 59 min 25 s (CV) |                  |
| Parent           | Gardiens                                                                                       | Cheevers                | |                  |
|                  |                                                                                                |                         | |                  |
| 28               | Tirs                                                                                           | 15                      | |                  |

| 11 mai | Bruins de Boston | 6-3 (1-0, 2-3, 3-0) | Flyers de Philadelphie | Boston Garden 14 602 spectateurs |

| Feuille de match | Feuille de match | Feuille de match                    | Feuille de match | Feuille de match |
| ---------------- | --- | ----------------------------------- | --- | ---------------- |
|                  | Milbury (O'Reilly, McNab) — 17 min 4 s - Park (McNab, Sheppard) — 24 min 29 s (SN) - Schmautz (McNab, Park) — 37 min 58 s Marcotte (Cashman, McNab) — 46 min 18 s McNab — 52 min 22 s Ratelle (Marcotte) — 58 min 56 s (CV) | 1-0 1-1 2-1 2-2 2-3 3-3 4-3 5-3 6-3 | - Barber (Kelly, Watson) — 22 min 56 s - Kindrachuk (Lapointe, Leach) — 33 min 40 s Kindrachuk (Holmgren) — 33 min 51 s - - |                  |
| Parent           | Gardiens | Cheevers                            | |                  |
|                  | |                                     | |                  |
| 33               | Tirs | 24                                  | |                  |

### Finale
| 13 mai | Canadiens de Montréal | 4-1 (2-1, 1-0, 1-0) | Bruins de Boston | Forum de Montréal 17 168 spectateurs |

| Feuille de match | Feuille de match | Feuille de match    | Feuille de match                           | Feuille de match |
| ---------------- | --- | ------------------- | ------------------------------------------ | ---------------- |
|                  | Lafleur (Lapointe) — 4 min 31 s (SN) Lambert (Lafleur, Shutt) — 9 min 53 s (SN) Shutt (Lemaire, Lafleur) — 33 min 54 s Cournoyer (Jarvis, Lambert) — 43 min 55 s | 0-1 1-1 2-1 3-1 4-1 | Park (Schmautz, Ratelle) — 2 min 31 s (SN) |                  |
| Dryden           | Gardiens | Cheevers            |                                            |                  |
|                  | |                     |                                            |                  |
| 27               | Tirs | 16                  |                                            |                  |

| 16 mai | Canadiens de Montréal | 3-2 (pr) (0-0, 1-1, 1-1, 1-0) | Bruins de Boston | Forum de Montréal 17 426 spectateurs |

| Feuille de match | Feuille de match                                                                                          | Feuille de match    | Feuille de match                                                          | Feuille de match |
| ---------------- | --- | ------------------- | ------------------------------------------------------------------------- | ---------------- |
|                  | Shutt (Cournoyer, Robinson) — 27 min Gainey (Jarvis, Houle) — 52 min 12 s Lafleur (Robinson) — 73 min 9 s | 0-1 1-1 2-1 2-2 3-2 | Park (O'Reilly, McNab) — 23 min 57 s Smith (Cashman, Mcnab) — 55 min 48 s |                  |
| Dryden           | Gardiens                                                                                                  | Cheevers            |                                                                           |                  |
|                  | |                     |                                                                           |                  |
| 35               | Tirs | 32                  |                                                                           |                  |

| 18 mai | Bruins de Boston | 4-0 (2-0, 0-0, 2-0) | Canadiens de Montréal | Boston Garden 14 602 spectateurs |

| Feuille de match | Feuille de match | Feuille de match | Feuille de match | Feuille de match |
| ---------------- | --- | ---------------- | ---------------- | ---------------- |
|                  | Doak (Ratelle) — 59 s Middleton (Ratelle) — 5 min 11 s McNab (Milbury) — 42 min 54 s O'Reilly (Mcnab, Milbury) — 55 min 39 s | 1-0 2-0 3-0 4-0  |                  |                  |
| Cheevers         | Gardiens | Dryden           |                  |                  |
|                  | |                  |                  |                  |
| 36               | Tirs | 16               |                  |                  |

| 21 mai | Bruins de Boston | 4-3 (pr) (1-1, 0-1, 2-1, 1-0) | Canadiens de Montréal | Boston Garden 14 602 spectateurs |

| Feuille de match | Feuille de match | Feuille de match            | Feuille de match                                                                                                | Feuille de match |
| ---------------- | --- | --------------------------- | --- | ---------------- |
|                  | Sheppard (Marcotte) — 25 s Mcnab (Cashman, O'Reilly) — 49 min 19 s Park (Milbury, Sheppard) — 53 min 20 s Schmautz (Sheppard, Park) — 66 min 22 s | 1-0 1-1 1-2 2-2 3-2 3-3 4-3 | Risebrough (Tremblay, Gainey) — 3 min 26 s Robinson (Mondou) — 27 min Lafleur (Lapointe, Lemaire) — 59 min 27 s |                  |
| Cheevers         | Gardiens | Dryden                      | |                  |
|                  | |                             | |                  |
|                  | |                             | |                  |

| 23 mai | Canadiens de Montréal | 4-1 (2-0, 2-0, 0-1) | Bruins de Boston | Forum de Montréal 17 387 spectateurs |

| Feuille de match | Feuille de match | Feuille de match    | Feuille de match                               | Feuille de match |
| ---------------- | --- | ------------------- | ---------------------------------------------- | ---------------- |
|                  | Robinson (Savard) — 7 min 46 s Mondou (Savard) — 11 min 10 s (SN) Larouche (Cournoyer, Savard) — 33 min 4 s (SN) Lemaire (Nyrop) — 38 min 42 s | 1-0 2-0 3-0 4-0 4-1 | Marcotte (Schmautz, Miller) — 51 min 22 s (SN) |                  |
| Dryden           | Gardiens | Cheevers, Grahame   |                                                |                  |
|                  | |                     |                                                |                  |
| 30               | Tirs | 30                  |                                                |                  |

| 25 mai | Bruins de Boston | 1-4 (1-2, 0-2, 0-0) | Canadiens de Montréal | Boston Garden 14 602 spectateurs |

| Feuille de match | Feuille de match                           | Feuille de match    | Feuille de match | Feuille de match |
| ---------------- | ------------------------------------------ | ------------------- | --- | ---------------- |
|                  | Park (Marcotte, Sheppard) — 4 min 5 s (SN) | 1-0 1-1 1-2 1-3 1-4 | Shutt (Mondou, Robinson) — 7 min 1 s Tremblay (Mondou, Robinson) — 9 min 20 s Tremblay (Lambert, Nyrop) — 33 min 37 s Houle (Jarvis) — 37 min 46 s |                  |
| Cheevers         | Gardiens                                   | Dryden              | |                  |
|                  |                                            |                     | |                  |
| 16               | Tirs                                       | 24                  | |                  |